# Palazzago
Palazzago (lombardul: Palasàch) település Olaszországban, Lombardia régióban, Bergamo megyében. Lakosainak száma 4511 fő (2023. január 1.). Palazzago Caprino Bergamasco, Almenno San Bartolomeo, Ambivere, Barzana, Mapello, Pontida és Roncola községekkel határos.

## Népesség
A település lakossága az elmúlt években az alábbi módon változott:
| Lakosok száma | 4528 | 4497 | 4511 |
|               | 2017 | 2018 | 2023 |